# Barrio la Cruz
Barrio la Cruz är en ort i Mexiko.   Den ligger i kommunen Aquismón och delstaten San Luis Potosí, i den centrala delen av landet, 230 km norr om huvudstaden Mexico City. Barrio la Cruz ligger 629 meter över havet och antalet invånare är 753.
Terrängen runt Barrio la Cruz är kuperad norrut, men söderut är den bergig. Runt Barrio la Cruz är det ganska tätbefolkat, med 90 invånare per kvadratkilometer. Närmaste större samhälle är Tancanhuitz de Santos, 12,5 km nordost om Barrio la Cruz. I omgivningarna runt Barrio la Cruz växer i huvudsak städsegrön lövskog.